# Перрі Бамонте
Перрі Арханджело Бамонте (англ. Perry Archangelo Bamonte; нар. 3 вересня 1960) — англійський музикант, найбільш відомий як гітарист/клавішник гурту The Cure з 1990 по 2005 рік і знову з 2022 року. Він також є басистом гурту Love Amongst Ruin.